# Mercedes Cup 1978
Il Mercedes Cup 1978 è stato un torneo di tennis giocato sulla terra rossa. È stata la prima edizione del Mercedes Cup, che fa parte del Colgate-Palmolive Grand Prix 1978. Si è giocato a Stoccarda in Germania, dal 17 al 23 luglio 1978.

## Campioni

### Singolare
Ulrich Pinner ha battuto in finale  Kim Warwick con il punteggio di 6–4, 6–2, 7–6

### Doppio
Jan Kodeš /  Tomáš Šmíd hanno battuto in finale  Carlos Kirmayr /  Belus Prajoux con il punteggio di 6–3, 7–6